# Синдром Лоуренса-Муна

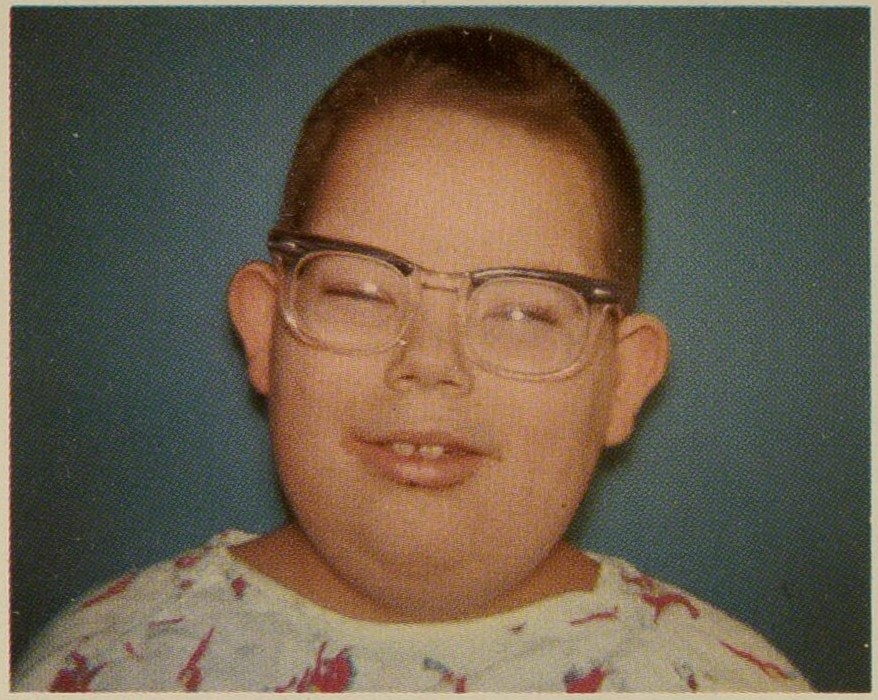
Laurence-Moon-Biedl Syndrome 1

Синдром Лоуренса-Муна (LMS) — рідкісне автосомно-рецесивне генетичне захворювання, пов’язане з пігментним ретинітом, спастичною параплегією та психічними розладами.

## Ознаки та симптоми
Розумова відсталість, гексадактилія, центральний нецукровий діабет, сліпота (зазвичай до 30 років внаслідок центральної дегенерації сітківки).

## Генетика
LMS успадковується за автосомно-рецесивним типом. Це означає, що ушкоджений ген, 

Автосомно-рецесивне успадкування

відповідальний за розлад, розташований на автосомі, і для того, щоби народитися з розладом, потрібні дві копії дефектного гена (по одній успадкованій від кожного з рідних батьків). Батьки особи з автосомно-рецесивним розладом, обидва несуть одну копію дефектного гена, але зазвичай самі не відчувають жодних ознак або симптомів розладу.

## Діагностика
Спочатку вважалося, що синдром має п’ять основних ознак (і нещодавно була додана шоста), на основі яких був розроблений діагностичний критерій: повинні бути присутніми 4 первинні ознаки, або 3 основні ознаки та 2 вторинні ознаки.
Основними ознаками є: 1. Полідактилія 2. Паличко-колбочкова дистрофія 3. Нездатність до навчання 4. Ожиріння 5. Гіпогонадизм у чоловіків 6. Аномалії нирок
Водночас вторинні ознаки зазначаються як:  1. Порушення мовлення та/або затримка розвитку 2. Офтальмологічні порушення, крім паличко-колбочкової дистрофії (косоокість, катаракта, астигматизм тощо) 3. Брахідактилія або синдактилія 4. Поліурія та/або полідипсія (нефрогенний нецукровий діабет) 5. Атаксія, погана координація, дисбаланс 6. Легка спастичність (особливо нижніх кінцівок) 7. Цукровий діабет 8. Скупченість зубів, гіподонтія, маленькі корінці, високе дугоподібне піднебіння 9. Вроджена вада серця 10. Фіброз печінки

## Догляд
Немає ліків від LNMS. Однак часто проводиться симптоматичне лікування. Пацієнти з LNMS часто відчувають атаксію, спастичність і контрактури, що обмежує їхні рухи та повсякденну діяльність. Тож потрібний міждисциплінарний підхід, зокрема фізіотерапія, консультації психіатра та офтальмолога, правильне та добре збалансоване харчування. Фізична терапія спрямована на підвищення сили та здібностей за допомогою таких допоміжних засобів, як ортопедичні бандажі для гомілковостопного суглоба, ходунки з вагою та постійні фізичні вправи.

## Епонім і номенклатура
Синдром названо на честь лікарів Джона Захарії Лоуренса та Роберта Чарльза Муна, які надали перший офіційний опис такого стану в дописі, оприлюдненому 1866 року. У минулому LMS також називали синдромом Лоуренса-Муна-Барде-Бідля або Лоуренса-Муна-Бідля-Барде, але зараз синдром Барде-Бідля (BBS) зазвичай визнається окремим захворюванням.
Нещодавні досягнення в галузі генетичного типування фенотипової варіації у пацієнтів, у яких клінічно розпізнано синдром Барде-Бідля (СББ/BBS) або синдром Лоуренса-Муна (СМС/LMS), поставили під сумнів генетичну відмінність LMS і BBS. Наприклад, епідеміологічне дослідження BBS і LMS 1999 року показало, що «білки BBS взаємодіють і необхідні для розвитку багатьох органів». «Двом пацієнтам [у дослідженні] було діагностовано клінічно LMS, але обидва мали мутації у гені BBS. Особливості в цій популяції, не підтверджують уявлення про те, що BBS і LMS є різними». Свіжіша стаття від 2005 року, також пропонує визнавати що ці дві умови не є різними.